# اپیفانیو بنیتز
اپیفانیو بنیتز (انگلیسی: Epifanio Benítez؛ زادهٔ ۱۲ ژوئیهٔ ۱۹۵۴) بازیکن سابق فوتبال اهل پاراگوئه است که در باشگاه فوتبال الچه اسپانیا در پست مدافع بازی می‌کرد.